# Гуровка (Орловская область)
Гуровка — поселок в Сосковском районе Орловской области России.
Входит в состав Алмазовского сельского поселения.

## География
Расположен юго-восточнее деревни Шаховцы, на правом берегу реки Ицка.

## История
Южнее Гуровки находится заброшенная усадьба больницы им. Сакко и Ванцетти, которая до Октябрьской революции являлась усадьбой графа Алмазова (при Петре I — посол во Франции). Граф имел владения в деревнях Альшань, Введенское, Шаховцы, Зяблово, Кочевая и Озеровка (ныне Сосковского района).

## Население
| 2010 |
| ---- |
| 0    |